# Khan (géorgien)
Cette page contient des caractères spéciaux ou non latins. S’ils s’affichent mal (▯, ?, etc.), consultez la page d’aide Unicode.
Pour les articles homonymes, voir Khan (homonymie).
Khan, (ქან, [kʰan], en géorgien) est la 22e lettre de l'alphabet géorgien.

## Linguistique
Khan est utilisé pour représenter le son [kʰ].
Dans la norme ISO 9984, la lettre est translittérée par « k' ».

## Représentation informatique
- Unicode[1] :
  - Asomtavruli Ⴕ : U+10B5
  - Mkhedruli et nuskhuri ქ : U+10E5